# Лістинг цінних паперів
Лі́стинг — допуск цінних паперів до торгів на фондовій біржі або позабіржовій торговельній системі і здійснення попереднього і наступного контролю за відповідністю цінних паперів та їх емітентів умовам та вимогам, встановленим у правилах біржі або іншого організатора торгівлі.
Емітенти самостійно приймають рішення про доцільність лістингу їх цінних паперів. Публічні акціонерні товариства, відповідно до Закону України «Про акціонерні товариства» - від 17 вересня 2008 р. зобов'язанні пройти процедуру включення акцій до біржового списку принайні на одній фондовій біржі.
За словами голови Державної комісії з цінних паперів С.Петрашка, більшість існуючих публічних акціонерних товариств не відповідають жорстким вимогам лістингу. Для вирішення цієї проблеми планується запровадити третій рівень лістингу, який буде доступнішим для таких товариств.
Третій рівень лістингу існував в Україні до 2007 р., коли рішенням регулятора його було скасовано. В результаті станом на жовтень 2007 р. 89,9 % акцій українських емітентів, в основному акції, які раніше котирувалися на третьому рівні ПФТС, опинились поза лістингом. Позалістинговими стали 681 цінних папери, в тому числі 313 акцій емітентів фондів.

## Рівні лістингу
Лістингові цінні папери мають перший або другий рівень лістингу.

### Перший рівень лістингу акцій
Унесення та перебування акцій у котирувальному списку першого рівня лістингу здійснюється за таких умов:
- емітент існує не менше трьох років
- вартість чистих активів емітента становить не менше 100 млн грн.
- річний дохід від реалізації товарів, робіт, послуг за останній фінансовий рік становить не менше 100 млн грн.
- в емітента відсутні збитки за підсумками двох фінансових років з останніх трьох фінансових років;
- ринкова капіталізація емітента становить не менше 100 млн грн.
- кожен з останніх 6 місяців з цінними паперами емітента укладалось не менше 10 біржових угод та виконувалось не менше 10 біржових контрактів, при цьому середньомісячна вартість біржових угод з цінними паперами емітента протягом останніх 6 місяців становить не менше 1 млн грн.
- загальна кількість акціонерів емітента становить не менше 500 осіб.

Додержання Принципів корпоративного управління[недоступне посилання з червня 2019] є рекомендацією регулятора.
За даними Державної комісії з цінних паперів і фондового ринку, у 2008 р. до першого рівню лістингу були включені цінні папери 15 емітентів (15 емітентів акцій). Емітенти акцій:
- банки: Укрсоцбанк і Райффайзен Банк Аваль
- енергорозподільчі компанії: Дніпроенерго, Київенерго, Центренерго, Західенерго і Донбасенерго
- телекомунікаційні компанії: Укртелеком
- машинобудівні компанії: Мотор Січ і ЛуАЗ
- нафтопереробка і хімія: Нафтохімік Прикарпаття, Укрнафта, Концерн Стирол.

Акції українських емітентів, які починаючи з 2005 р. залучали фінансування на європейських фондових біржах, не включені до першого рівню лістингу бірж в Україні.

### Другий рівень лістингу акцій
Унесення та перебування акцій у котирувальному списку 2-го рівня лістингу здійснюється за таких умов:
- емітент існує не менше одного року
- вартість чистих активів емітента становить не менше 50 млн грн.;
- річний дохід від реалізації товарів, робіт, послуг за останній фінансовий рік становить не менше 50 млн грн.;
- в емітента відсутні збитки за підсумками останнього фінансового року;
- ринкова капіталізація емітента складає суму, не меншу 50 млн грн.;
- кожен з останніх 6 місяців з цінними паперами емітента укладалось не менше 10 біржових угод та виконувалось не менше 10 біржових контрактів, при цьому середньомісячна вартість біржових угод з цінними паперами емітента протягом останніх 6 місяців становить не менше 250 тис. грн.;
- загальна кількість акціонерів емітента становить не менше 100 осіб.

Додержання Принципів корпоративного управління[недоступне посилання з червня 2019] є рекомендацією регулятора.
У 2008 році до другого рівня лістину були включені акції 150 емітентів.